# Tay
Rijeka Tay najduža je rijeka u Škotskoj i sedma po dužini rijeka u Ujedinjenom Kraljevstvu.  
Tay izvire u zapadnoj Škotskoj na padinama Ben Luija (Beinn Laoigh), potom teće na istok kroz Highlands, odnosno Loch Dochhart, Loch Lubhair i Loch Tay, te nastavlja kroz Strathtay (v. Strath), u centru Škotske prije nego što skrene na jugoistok kod Pertha i ulije se u Firth of Tay, južno od Dundeeja. 

## Vanjske poveznice
- The Development of the Historic Burgh of Perth (engl.)